# 十二酰氯
十二酰氯或月桂酰氯是一种有机化合物，化学式为CH3(CH2)10COCl，它可用于制备过氧化双月桂酰，一种用于自由基聚合的试剂。
它可以发生酰氯的特征反应，如在碱作用下转化为酮（[CH3(CH2)10]2CO）；和叠氮化钠反应，经酰基叠氮化物Curtius重排为十一烷基异氰酸酯。